# Diario adolescente
Diario Adolescente (en inglés: Life As We Know It) es una serie de televisión  protagonizada por tres chicos y tres chicas en plena adolescencia. La serie se plantea como un manual que ayudará a los jóvenes a fijar y conseguir sus objetivos.

## Sinopsis
Serie producida por BuenaVista y protagonizada por tres adolescentes en pleno apogeo hormonal y su vida en un instituto de la ciudad de Seattle. Situado en la escuela secundaria Wilson en Seattle (Washington), Life as We Know It como personaje principal tiene a Dino Whitman (Sean Faris), un jugador de hockey. Tenía una relación difícil con su novia, Jackie Bradford (Missy Peregrym), una jugadora de fútbol. La mejor amiga de Jackie era Sue Miller (Jessica Lucas), una estrella académica muy competitiva. Sus mejores amigos eran Ben Connor (Jon Foster), quién tenía un romance con su profesora, Monica Young (Marguerite Moreau); y Jonathan Fields (Chris Lowell), nervioso, especialmente por su novia, Deborah Tynan (Kelly Osbourne). Jonathan estuvo más nervioso por la madre de Deborah, Mia (Sarah Strange), una enfermera, cuando lo sentó para una discusión franca y gráfica sobre el sexo y sus consecuencias.
El matrimonio de los padres de Dino se vino abajo después de que su madre tuvo un romance con su entrenador de hockey. Su padre, Michael, fue interpretado por D. B. Sweeney y su madre, Annie, fue interpretada por Lisa Darr. El entrenador Dave Scott fue interpretado por Martin Cummins.

## Personajes

### Regulares
- Sean Faris como Dino Whitman - el personaje principal y jugador de hockey.
- Jon Foster como Ben Connor - uno de los mejores amigos de Dino, quién tiene una relación con Sue desde su romance con su profesora.
- Chris Lowell como Jonathan Fields - el otro mejor amigo de Dino, quién sale con la mejor amiga de Jackie, Deborah.
- Missy Peregrym como Jackie Bradford - la novia de Dino y mejor amiga de Sue y Deborah.
- Jessica Lucas como Sue Miller - la novia de Ben quién es mejor amiga con Jackie y Deborah.
- Kelly Osbourne como Deborah Tynan - la novia de Jonathon y amiga de Jackie y Sue.
- Lisa Darr como Annie Whitman - la madre de Dino quién tuvo un romance con el entrenador de Dino.
- D. B. Sweeney como Michael Whitman - el padre de Dino quién dejó a su esposa por engañarlo con el entrenador de Dino.
- Marguerite Moreau como Monica Young - una profesora quién tiene un romance con Ben, uno de sus estudiantes. Sue finalmente se entera y le dice a su padre quién convenció para que transfirieran a Monica, o iría a la cárcel.

### Recurrentes
- Sarah Strange como Mia Tyan - la madre de Deborah.
- Martin Cummins como el Entrenador Dave Scott - el entrenador de Dino quién tiene una aventura con la madre de Dino, Annie.
- Evan Smith como Max Whitman - el hermano menor de Dino.
- Jessica Harmon como Zoe.

### Estrellas invitadas
- Michaela Mann como Emma.
- Samantha McLeod como Marissa Becker.
- Nick Lashaway como Christopher "Topher" Flynn.

## Críticas
Variety lo llamó "una mirada astuta, dulce en la escuela secundaria...tan bueno que de inmediato haces espacio en tú estantería para tus DVD favoritos porque tú sabes que éste es el tipo de programa que se cancela después de cinco episodios".

## Lugares de rodaje
El programa fue grabado en Vancouver, British Columbia y Seattle, Washington por Sachs-Judah Productions, en asociación con Touchstone Television, un hermano corporativo de ABC, ambos propiedad de The Walt Disney Company. La escuela usada para las tomas exteriores, posiblemente también del interior, es la escuela secundaria Point Grey en Vancouver.

## Cancelación
Life as We Know It originalmente salía al aire los jueves desde las 21:00 a las 22:00 p. m., estrenándose el 7 de octubre de 2004. El show se ejecutó en MTV por buenos índices de audiencia en noviembre y diciembre del 2004 pero finalmente fue cancelada por ABC. La serie, incluyendo dos episodios no emitidos anteriores, fue lanzada en DVD en Estados Unidos en 2005. Salió al aire en el extranjero después de su cancelación de América.
En Brasil, el programa salió al aire en Sony Entertainment Television el 13 de junio de 2005 a las 19:00 los martes. En Nueva Zelanda, el programa se estrenó en diciembre de 2005 en TV2, programado en contra de America's Next Top Model. Sustituyó a Veronica Mars, pero fue reprogramado luego de cuatro episodios por bajos índices de audiencia. Los episodios restantes fueron reprogramados de su horario (19:30 los viernes) a los sábados a la medianoche, luego más tarde de la medianoche mientras la temporada progresaba. Los dos últimos episodios fueron programados en un orden inverso. TV2 repitió la serie desde el comienzo durante el tercer trimestre del 2006, justo después de la medianoche los jueves, pero de nuevo mostraron los dos últimos episodios en orden inverso.
También fue mostrado en las Filipinas en el canal de cable libre Studio 23. Si bien no se volvieron a mostrar después de la muestra inicial, los dos episodios del DVD no fueron lanzaron. En Portugal, es mostrado en SIC Radical y es popular entre adolescentes y adultos jóvenes. En Hong Kong, es mostrado en TVB Pearl y en Asia, es mostrado en STAR World.
El programa también es mostrado en Sudáfrica en M-Net (DStv Channel 101), un canal financiado por suscripción. El programa fue transmitido en horario estelar y fue popular. Cuando la serie acabó, M-Net recibió un número de quejas de los abonados en los foros de Internet. Posteriormente, el programa se repitió en un horario de las 11:00 de la mañana a principios del 2006. 
Life as We Know It se mostró en Suecia en Kanal 5 durante otoño e invierno de 2006.
En diciembre de 2006 (el comienzo del verano), el programa comenzó a salir al aire en Australia en Seven Netwokr a las 22:30 los martes a la noche. El show también fue vendido a FOX8, dónde salía a las 19:30 los sábados. En Irlanda, RTE2 mostró dos episodios cada lunes (aproximadamente a las 2:30 a. m.) a partir de mediados de enero de 2007. En Noruega, el show comenzó a salir al aire en agosto de 2006, pero fue cancelado después de ocho episodios.
También fue emitido en India en el 2007, en la temporada de otoño, por el canal Star World, dónde salieron todos los episodios, excepto los dos episodios bonus del DVD. Se volvió a ejecutar en India en el mismo canal a las 5:30-6:30.
Life fue emitido desde enero hasta marzo del 2005 en Living TV en Reino Unido. La serie ha sido mostrada en el canal Trouble.